# Dohler Straße 223 (Mönchengladbach)

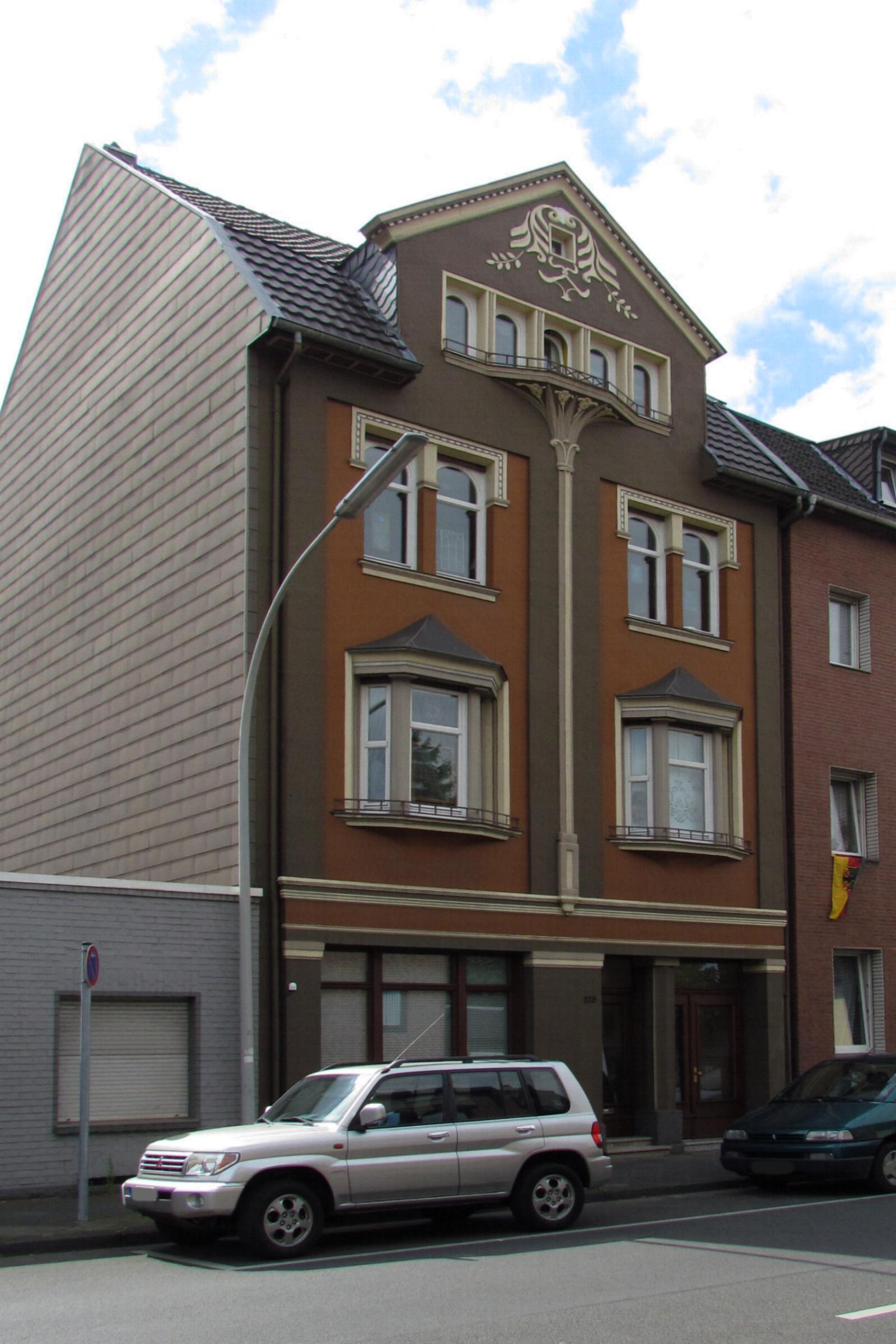
Wohnhaus (2014)

Das Wohnhaus Dohler Straße 223 steht im Stadtteil Bonnenbroich-Geneicken in Mönchengladbach (Nordrhein-Westfalen).
Das Haus wurde 1914 erbaut. Es ist unter Nr. D 027 am 29. August 2012 in die Denkmalliste der Stadt Mönchengladbach eingetragen worden.

## Architektur
Das Haus steht nördlich der Breite Straße im Stadtteil Bonnenbroich-Geneicken, an der Grenze zwischen Rheydt und Mönchengladbach.
Es handelt sich um ein traufständiges, zweiachsiges, dreigeschossiges Wohnhaus unter straßenseitigem Mansarddach mit mächtigem, mittig angeordnetem Zwerchhaus und rückseitigem Satteldach. Der Anbau liegt unter einem Flachdach. Ziegelsteingebäude mit frontseitigem Außenputz und Stuckaturen, die Rückseite nachträglich verputzt. Im Erdgeschoss liegt linksseitig ein ehemaliger Verkaufsraum (Laden), der über ein großes Schaufenster belichtet wurde. Seit Aufgabe der Ladennutzung und dem nachfolgenden Umbau ist hier eine Brüstung mit einem in der Teilung angepassten Fenster eingebaut.
In der rechten Achse liegt links der Hauszugang mit der instandgesetzten alten Holzhaustür und rechts eine erneuerte Türanlage, die über den alten Torweg auf das hintere Grundstück führt. Im ersten Obergeschoss belichten zwei dreiseitige Erker, im zweiten Obergeschoss je zwei durch eine übergreifende Putzrahmung gekuppelte Rundbogenfenster die Wohnräume. Beide Fensteranlagen liegen in vertieften Wandfeldern, die durch flankierende Lisenen gerahmt werden. Die Mittellisene trägt eine aufgelegte vertikale Leiste, die sich im Dachgeschoss zu einem die vorkragende Sohlbank des aus fünf rundbogigen Einzelfenstern bestehenden Fensterbandes auffächert und mit floralen Motiven verziert ist. Im Giebeldreieck rahmt eine florale Stuckatur das kleine quadratische Spitzbogenfenster.
Die Gartenfassade zeigt hochrechteckige Fenster, die im Treppenhaus nach dem Zweiten Weltkrieg erneuerte Bleiverglasungen besitzt.
Im Innern ist die bauzeitliche Grundrissstruktur erhalten geblieben. Die Innentüren bestehen aus weiß gefassten Türblättern mit Holzrahmen und Giebelstürzen. Das gut gestaltete Treppenhaus besteht aus einer zweiläufigen hölzernen Treppenanlage mit Podesten, Handlauf und gedrechselten Balustern. Die Etagen sind durch komplett öffenbare, dreiteilige Falttüren vom Treppenhaus getrennt. Im Erdgeschoss und ersten Obergeschoss hat sich je eine Waschtischanlage aus Marmor (Napoleonmarmor) erhalten.

### Geschichtliche Daten
Das Gebäude wurde 1914 durch den Schreinermeister Wilhelm Kamphausen neben seinem schon bestehenden älteren Wohnhaus (Dohler Straße 225) und der im rückwärtigen Bereich liegenden Werkstätte als Wohngeschäftshaus errichtet. 1932 wurde der Anbau um ein Geschoss durch Johannes und Paul Kamphausen erhöht. Nach Aufgabe der Geschäftsnutzung wurde das Erdgeschoss in Anpassung an den Bestand einer Wohnnutzung zugeführt.
Das Wohnhaus ist weitgehend original erhalten. Hervorzuheben ist die straßenseitige Fassade, die farblich in der Auffassung der 1980er Jahre gefasst ist. Der erdgeschossige Laden wurde zugunsten einer Wohnung umgestaltet. Bauzeitliche Grundrissstrukturen und Ausstattungselemente sind in den übrigen Geschossen erhalten. Das Treppenhaus hat sich original erhalten. Die straßenseitigen Fenster wurden unter weitgehender Annäherung an die historischen Vorlagen erneuert, auf der Rückseite wurden moderne Fenster eingebaut.
Das Objekt dokumentiert die Kombination bürgerlichen Wohnens mit geschäftlichen Aktivitäten in einem Gebäude und in einem Straßenzug, der in seiner Altsubstanz durch deutlich bescheidenere, ältere Bauten gekennzeichnet ist. Trotz der Schwächen im Straßenbild, die sich u. a. durch den nachträglich mit Sparverblendern verkleideten Nachbarbau ergeben, erscheint eine Unterschutzstellung des Gebäudes Dohler Straße 223 aufgrund seiner prägnanten Fassade, seiner Grundrisse und originalen Ausstattungsdetails begründet.